# Lúcio Vinício (cônsul em 5 a.C.)
Lúcio Vinício (em latim: Lucius Vinicius) foi um senador romano nomeado cônsul sufecto em 5 a.C.. Vinício era filho de Lúcio Vinício, cônsul sufecto em 33 a.C..

## História
Vinício foi um importante advogado e lembrando por ter uma voz brilhante. Em 16 a.C., foi nomeado triúnviro monetário. Depois de exercer o consulado em 5 a.C., Vinício desaparece completamente dos registros.
Segundo Suetônio, Augusto foi forçado uma vez a intervir numa ocasião na qual Vinício parecia estar prestando atenção demais na filha dele, Júlia, quando ela estava em Baiae.